# Чейз, Уилл
Уилл Чейз (англ. Will Chase, род. 12 сентября 1972) — американский актёр и певец, известный благодаря своим выступлениям в бродвейских мюзиклах.
Чейз дебютировал на бродвейской сцене в 1998 году, в качестве заменяющего основного актёра в мюзикле Rent. С тех пор он появился в более десятка постановок, включая «Мисс Сайгон», The Full Monty, Lennon, «Аида», «Билли Эллиот», High Fidelity, Kiss of the Spider Woman, «Пижамная игра» и The Story of My Life. В 2013 году, спустя полтора десятилетия работы в мюзиклах, Чейз был номинирован на премию «Тони» за роль в постановке The Mystery of Edwin Drood.
В дополнение к своей работе на сцене, Чейз был частым гостем на телевидении. Он появился в сериалах «Закон и порядок», «Закон и порядок: Преступное намерение», «Спаси меня» и «Хорошая жена». Более крупная роль у него была в сериале NBC «Смэш», где он играл Майкла Свифта в 2012—2013 годах. После его закрытия, Чейз присоединился к сериалу ABC «Нэшвилл» в роли звезды кантри-музыки и нового мужчины в жизни персонажа Конни Бриттон. С 2012 года он состоит в отношениях с Деброй Мессинг, коллегой по сериалу «Смэш».